# Ролстон, Мэттью
Мэттью Рассел Ролстон (англ. Matthew Russell Rolston, 1 марта 1955 года) ― американский фотограф, режиссер и креативный директор. Он известен своими фирменными техниками освещения и детальным подходом к художественному направлению и дизайну. На протяжении всей своей карьеры неоднократно ассоциировался с возрождением и современным выражением голливудского гламура.

## Юность
Родился в Лос-Анджелесе. С детства изучал рисунок и живопись в своем родном городе в Художественном институте Шуинара и Колледже искусств и дизайна Отиса, а также в Художественном институте Сан-Франциско. Ролстон также изучал иллюстрацию, фотографию, визуализацию и кино в Колледже дизайна Арт-центра в Пасадене, Калифорния, где в 2006 году получил почетную докторскую степень.

## Карьера
Ещё будучи студентом Арт-центра, Ролстон был замечен Энди Уорхолом и стал работать в журнале Interview. Вскоре после этого Ролстон начал снимать обложки и развороты для редактора-основателя Жанна Веннера из Rolling Stone, а также для других изданий, таких как Harper's Bazaar, Vogue, Vanity Fair, W, GQ, Esquire, Cosmopolitan и New York Times. Вместе со своим другом Хербом Ритцом Ролстон был членом влиятельной группы фотографов, среди которых Брюс Вебер, Энни Лейбовиц и Стивен Майзел. За свою карьеру Ролстон провел тысячи фотосессий, в том числе более 100 обложек только для Rolling Stone.
Фотографии Ролстона выставлялись в музеях по всему миру, включая выставки «Культуры красоты», «Пространство фотографии Анненберга, Лос-Анджелес, Калифорния», «Взгляд Уорхола: Гламур, стиль, мода», «Музей американского искусства Уитни, Нью-Йорк» и «Мода и сюрреализм». Его работы находятся в постоянных коллекциях Художественного музея округа Лос-Анджелес, Музея современного искусства в Нью-Йорке и Национальной портретной галереи (Центр американского искусства и портретной живописи Дональда У. Рейнольдса в Смитсоновском институте, Вашингтон, округ Колумбия).
Ролстон также руководит кинопроектами, сняв за свою карьеру более 100 музыкальных клипов и 200 телевизионных рекламных роликов, включая сотрудничество с такими артистами, как Мадонна, Джанет Джексон, Бейонсе и Майли Сайрус, а также многочисленные рекламные кампании — как печатные, так и телевизионные ― для таких кампаний, как L'Oreal, Revlon, Estée Lauder, Clairol, Levi's, Pantene, Элизабет Арден, Gap и Поло Ральф Лорен и другие.